# Сарваер
Сарва́ер (от англ. surveyor — инспектор) — чин 6-го класса в Табели о рангах в русском флоте в XVIII веке. Чин сарваера появился после 1706 года вместе с вышестоящим чином обер-сарваера. Чин сарваера приравнивался к чину капитана 1-го ранга во флоте и чину полковника в армии.
5 апреля 1722 года Петром I был утверждён Регламент о управлении Адмиралтейства и верфи, глава XX которого была посвящена обязанностям обер-сарваера и лица, его замещающего. Согласно регламенту, на обер-сарваера возлагались, в частности, следующие обязанности: приёмка, сортировка и обеспечение хранения лесоматериалов; надзор за изготовлением чертежей и их экспертиза; надзор за всеми этапами строительства корабля; учёт материалов, используемых для строительства корабля; ведение необходимой документации; сдача построенного корабля советнику Адмиралтейства; осмотр действующих кораблей и составление плана их ремонта; обеспечение сохранности пригодных для дальнейшего использования материалов при разборке старых кораблей; надзор за преподаванием корабельного дела в учебных заведениях.
В штатном расписании чиновников в адмиралтействах, утверждённом высочайшим указом от 1 января 1798 года, чин сарвайера уже отсутствовал, при этом чин обер-сарвайера сохранился. Это означало фактическое упразднение чина сарвайера с даты издания указа.                                                                                                                                                                                                                   